# Tangoa
Tangoa è una piccola isola del Pacifico nello Stato di Vanuatu.
Si trova poco a sud dell'isola di Espiritu Santo. Appartiene alla Provincia di Sanma.